# Ange Postecoglou
Angelos Postecoglou (Atenas, Grecia; 25 de agosto de 1965), más conocido simplemente como Ange Postecoglou, es un exfutbolista y entrenador greco-australiano. Actualmente sin club.
Pasó la mayor parte de su carrera como defensa en el South Melbourne Hellas y jugó cuatro partidos para la selección de Australia a fines de la década de 1980. Comenzó a dirigir al club en 1996, ganó la National Soccer League dos veces y la Liga de Campeones de la OFC en 1999. Luego dirigió los equipos nacionales sub-17 y sub-20.
Postecoglou dirigió Brisbane Roar y Melbourne Victory en la A-League, ganando la Premiership en 2011 y el Championship en 2011 y 2012 para el primero. Fue el entrenador de la selección de Australia de 2013 a 2017, ganó la Copa Asiática 2015 y también participó en la Copa Mundial de la FIFA 2014. También, obtuvo la J1 League con Yokohama F. Marinos en 2019 y luego ganó cinco trofeos (incluidos dos títulos de liga) en dos temporadas con el Celtic.
El 21 de mayo de 2025 su equipo, el Tottenham Hotspur, se proclamó campeón de la UEFA Europa League venciendo al Manchester United por 1 a 0.

## Biografía
Postecoglou nació en Atenas, Grecia. Después de que su padre, Dimitris ("Jim"), perdiera su negocio tras el golpe militar griego de 1965, Postecoglou emigró a Australia en barco en 1970 a la edad de cinco años y creció en Melbourne, Victoria.

## Trayectoria como jugador
Después de unirse por primera vez a South Melbourne Hellas cuando tenía nueve años, Postecoglou ascendió en las filas juveniles para jugar 193 partidos entre 1984 y 1994 para ellos en la National Soccer League como jugador de un solo club.
Como jugador, participó en sus títulos de 1984 y 1990-91, este último como capitán en una famosa victoria sobre sus rivales Melbourne Knights. Lo entrenaba el húngaro Ferenc Puskás, un jugador de renombre del que su padre le había hablado de niño. Según Postecoglou, Puskás jugó en una formación 4-3-3 con laterales rígidos y extremos atacantes. Postecoglou se basó en esta estrategia en su propio entrenamiento, sin embargo, su uso de atacar a los laterales en una posición invertida no tradicional difiere de Puskás.
Una lesión en la rodilla acabaría prematuramente con la carrera de Postecoglou. En 2000, sería nombrado lateral izquierdo en el equipo del siglo de South Melbourne según lo votado por los fanáticos y un panel de expertos.

### Selección nacional
A nivel internacional, Postecoglou representó a Australia en cuatro ocasiones entre 1986 y 1988, al igual que a las selecciones juveniles de ese país en 1985.

## Trayectoria como entrenador

### South Melbourne
Después de su retiro, Postecoglou asumió el papel de entrenador asistente en South Melbourne. Postecoglou ganó el puesto de entrenador en 1996, luego del despido de Frank Arok.
Condujo al club a la obtención a títulos consecutivos de la National Soccer League en 1997-98 (poniendo fin a una sequía de 7 años) y 1998-99, además de ganar el Campeonato de Clubes de Oceanía 1999, que a su vez llevó a South a participar en el Campeonato Mundial de Clubes de la FIFA 2000.
Después de la temporada 1999-2000 de la NSL, dejó su puesto como entrenador de South Melbourne y asumió el banquillo del equipo juvenil australiano. Es la única persona que ha estado involucrada en los cuatro equipos ganadores del título de la NSL de South Melbourne, los dos primeros como jugador y los dos últimos como entrenador.

### Selecciones juveniles australianas
Luego de su éxito en la liga local, Postecoglou se convirtió en entrenador de las selecciones juveniles australianas en el año 2000. Durante su tiempo con los socceroos jóvenes, jugó un rol importante en la identificación y desarrollo de jugadores australianos. En octubre de 2003, Postecoglou tuvo una discusión elevada de tono con el comentarista de fútbol Craig Foster en The World Game. Fue reemplazado como entrenador en febrero de 2007 cuando Australia no pudo clasificar a la Copa Mundial Sub-20 de 2007. Luego de dejar la federación, Postecoglou trabajó como comentarista de fútbol para Fox Sports y como consultor de élite para la Federación de Fútbol de Victoria.

### Panachaiki
Postecoglou asumió el puesto de entrenador del club griego de la tercera división el Panachaiki en marzo de 2008, pero abandonó el club en diciembre de ese mismo año por disconformidades con la directiva y pobres resultados deportivos.

### Brisbane Roar
El 16 de octubre de 2009 Postecoglou fichó como el nuevo entrenador del Brisbane Roar, reemplazando a Frank Farina. Postecoglou comenzó a reconstruir al equipo luego de deshacerse de Liam Reddy, Craig Moore, Bob Malcolm y Charlie Miller. Tommy Oar, Michael Zullo y Adam Sarota fueron traídos del club neerlandés FC Utrecht y el atacante Sergio van Dijk fue al Adelaide United. Postecoglou, quién pidió ser juzgado un año después de hacerse cargo, desmintió a sus críticos al ganar y jugar un estilo de fútbol atractivo.
La victoria por 4-0 contra el Adelaide United en la ronda 13 fue muy elogiada por los medios como uno de los mejores fútbol que jamás haya visto la A-League. El estilo de posesión del Roar bajo Postecoglou les valió el sobrenombre de "Roarcelona". Postecoglou llevó al Roar a la Premiership y al Championship en la temporada 2010-11, ganando la final por 4-2 en los penales contra los Central Coast Mariners frente a 52.168 personas en Lang Park. The Roar solo perdió un juego en toda la temporada y tuvo una racha invicta de 36 juegos, que rompió el récord anterior del fútbol australiano. El 18 de marzo de 2011, firmó una extensión de dos años con el club manteniéndolo hasta la temporada 2013-14.
En la temporada 2011-12, Brisbane Roar se convirtió en el primer equipo en ganar campeonatos consecutivos de la A-League y Postecoglou se convirtió en el entrenador de fútbol doméstico australiano más exitoso, con cuatro títulos nacionales.
El 24 de abril de 2012, Postecoglou anunció su renuncia como entrenador del Brisbane Roar después de dos años y medio en el banquillo, durante los cuales llevó al club a campeonatos consecutivos de la A-League y una clasificación consecutiva para la Liga de Campeones de la AFC.

### Melbourne Victory
El 26 de abril de 2012, se anunció que había firmado un contrato de tres años con el club Melbourne Victory de la A-League como entrenador. El primer partido de Postecoglou a cargo fue en la Ronda 1 contra sus rivales del otro lado de la ciudad, Melbourne Heart, un encuentro en el que Victory perdió 2-1. Su primera victoria fue contra Adelaide United en la Ronda 4 por 2-1. 
Al año siguiente, Melbourne Victory llegó a la final preliminar de la A-League después de vencer al Perth Glory en una final de eliminación por 2-1 en el Docklands Stadium. El club jugó posteriormente en la final preliminar contra Central Coast Mariners y perdió por 2-0.

### Selección de Australia

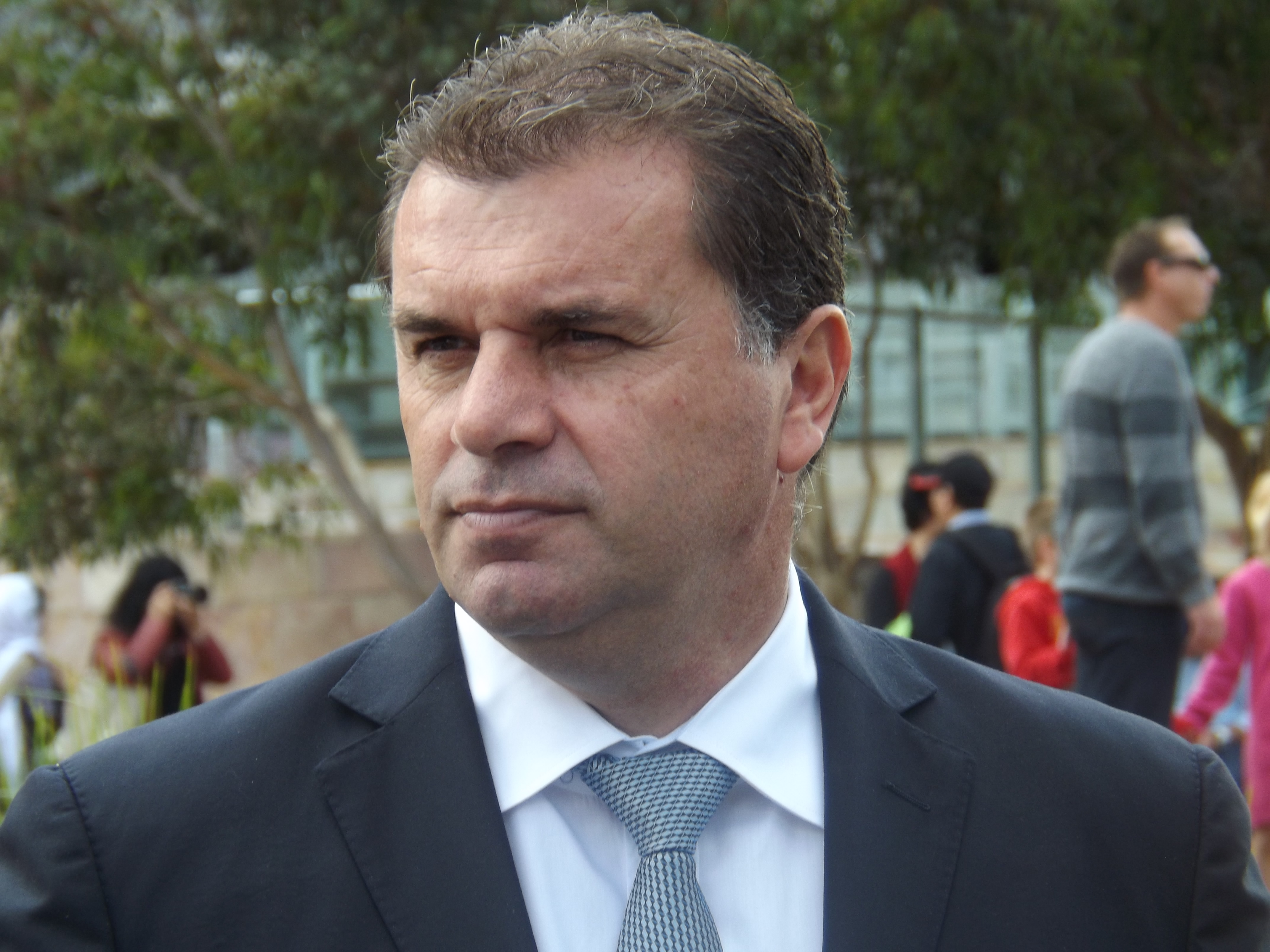
Postecoglou en 2014

Postecoglou fue nombrado entrenador de la selección de Australia el 23 de octubre de 2013 con un contrato de cinco años, en sustitución del alemán Holger Osieck. Postecoglou recibió la tarea de regenerar la selección australiana, que se consideró demasiado dependiente de los miembros de su Generación Dorada de 2006, lo que posteriormente condujo a un estancamiento de los resultados que culminó en sucesivas derrotas por 6-0 ante Brasil y Francia. En su primer partido, Australia venció a Costa Rica por 1-0, cortesía de un gol de Tim Cahill.
Para la Copa Mundial de la FIFA 2014, Australia fue sorteada en el Grupo B junto con el campeón defensor España, el subcampeón del 2010 Países Bajos y Chile. El equipo perdió ante los chilenos por 3-1 y frente a los neerlandeses por 3-2 para ser eliminado en la fase inicial, y concluyó con una derrota por 3-0 ante los españoles. Las actuaciones competitivas de Australia en un grupo difícil llevaron a creer que una nueva Generación Dorada estaba a punto de comenzar.
Postecoglou entrenó a Australia en la Copa Asiática 2015, donde vencieron a Kuwait (4-1) y Omán (4-0), pero perdieron ante Corea del Sur (0-1) en la fase de grupos. Luego vencieron a China por 2-0 en los cuartos de final y a los Emiratos Árabes Unidos por el mismo resultado en la semifinal. En la final, derrotaron a los surcoreanos por 2-1 después de la prórroga para ganar la final de su primera Copa Asiática.

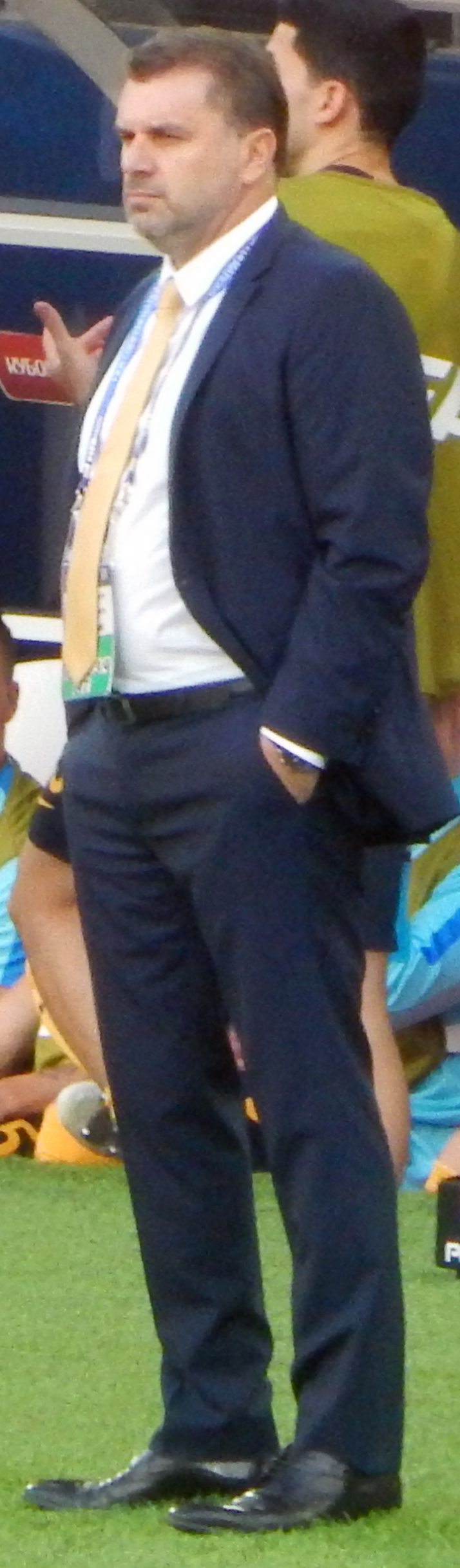
Postecoglou en 2017

Dos semanas después de que Australia se clasificara para la Copa Mundial de la FIFA 2018, el 22 de noviembre de 2017, Postecoglou anunció su renuncia como entrenador de los Socceroos.

### Yokohama Marinos
El 19 de diciembre de 2017, Yokohama F. Marinos anunció que había designado a Postecoglou como entrenador tras la finalización de la Copa del Emperador de 2017. En su debut empató 1-1 contra Cerezo Osaka en el estadio Yanmar de Osaka. Después de un comienzo difícil inicial de temporada, en el que el club se enfrentaba a un posible descenso, Postecoglou llevó al club a la final de la Copa J. League y a un puesto N°12 en la liga. Aunque el equipo terminó con el segundo mayor número de goles marcados en la temporada, también concedió el tercer mayor número de goles de cualquier club durante la temporada.
Después de recibir el interés de la selección de Grecia para convertirse en su nuevo entrenador, Postecoglou extendió su contrato con el club japonés. La confianza de Yokohama en Postecoglou fue recompensada durante la temporada 2019 cuando guio al club a su primer título de la J. League en 15 años. Al hacerlo, se convirtió en el primer entrenador australiano en ganar un título de liga en Japón.

### Celtic
Postecoglou se convirtió en entrenador del Celtic de la Scottish Premiership el 10 de junio de 2021, firmando un contrato renovable de 12 meses, lo que lo convierte en el primer entrenador australiano en entrenar a un club importante en Europa. El equipo escocés, que acababa de perder su título de liga ante los Rangers por primera vez en una década, se había perdido abruptamente de contratar al entrenador inglés Eddie Howe. El aficionado del Celtic y presentador de Talksport Alan Brasil se burló del nuevo nombramiento, quien se disculpó en su programa un año después, después de que Postecoglou ganara la liga.
Postecoglou hizo su debut en un partido de clasificación de la UEFA Champions League el 20 de julio, empatando 1-1 contra el FC Midtjylland pero una derrota por 2-1 en el partido de vuelta en Dinamarca los llevó a la eliminación ocho días después. Perdió su primer partido de liga 2-1 a domicilio ante Heart of Midlothian el 31 de julio. El 19 de diciembre de 2021, el Celtic ganó la Copa de la Liga de Escocia tras derrotar al Hibernian por 2-1 en Hampden Park en la final. El 2 de febrero siguiente, una victoria por 3-0 sobre sus rivales, el Rangers, colocó al Celtic en la cima de la tabla de la liga por primera vez en la temporada, poniendo fin a un comienzo invicto de 13 encuentros para el técnico rival Giovanni van Bronckhorst. Al no haber dejado escapar su ventaja, el título de liga se selló el 11 de mayo con un partido restante, después de un empate 1-1 ante el Dundee United. De esta manera, Postecoglou se convirtió en el primer australiano en ganar un título de liga en Europa.
Para la temporada 2022-23, Celtic comenzó la campaña con una victoria por 2-0 contra el Aberdeen el 31 de julio en Celtic Park. El club dominaría la Premiership en la segunda temporada de Ange en el club, manteniéndose en la cima y ganando la liga por segunda temporada consecutiva. El 26 de febrero de 2023, Ange ganó su segunda Copa de la Liga de Escocia consecutiva después de vencer a sus rivales Rangers por 2-1 en la final. El equipo escocés terminaría la temporada con un octavo triplete nacional récord después de ganar la Copa de Escocia en Hampden Park contra el Inverness Caledonian Thistle el 2 de junio en el último partido de Ange a cargo de los Hoops.

### Tottenham Hotspur
El 6 de junio de 2023, Postecoglou fue nombrado entrenador del Tottenham Hotspur con un contrato de cuatro años y se convirtió en el primer australiano en dirigir en la Premier League. Luego de finalizar quinto en la primera temporada, durante la campaña siguiente obtuvo la UEFA Europa League tras vencer al Manchester United por 1-0 en la final clasificando a la Champions League. A pesar del éxito, el 6 de junio de 2025 fue despedido oficialmente del club londinense debido a una mala racha de resultados, quedando en la 17ª posición, a 13 puntos del descenso, siendo este el peor partido de la temporada.

## Estadísticas como entrenador

### Clubes
| Equipo                       | Div.         | Temporada    | Liga  | Liga | Liga | Liga | Liga |       | Copa | Copa | Copa | Copa  |    | Internacional | Internacional | Internacional | Internacional | Internacional |   | Otros | Otros | Otros | Otros |     | Totales     | Totales | Totales | Totales | Totales | Totales | Totales | Totales |
| Equipo                       | Div.         | Temporada    | Part. | G    | E    | P    | Pos. | Part. | G    | E    | P    | Part. | G  | E             | P             | Pos.          | Part.         | G             | E | P     | Part. | G     | E     | P   | Rendimiento | GF      | GC      | Dif.    |         |         |         |         |
| ---------------------------- | ------------ | ------------ | ----- | ---- | ---- | ---- | ---- | ----- | ---- | ---- | ---- | ----- | -- | ------------- | ------------- | ------------- | ------------- | ------------- | - | ----- | ----- | ----- | ----- | --- | ----------- | ------- | ------- | ------- | ------- | ------- | ------- | ------- |
| South Melbourne Australia    | 1.ª          | 1995-96      | 17    | 8    | 2    | 7    | 8.º  | -     | -    | -    | -    | -     | -  | -             | -             | -             | -             | -             | - | -     | 17    | 8     | 2     | 7   | 50.98%      | 25      | 30      | -5      |         |         |         |         |
| South Melbourne Australia    | 1.ª          | 1996-97      | 30    | 17   | 4    | 9    | 1/2  | -     | -    | -    | -    | -     | -  | -             | -             | -             | -             | -             | - | -     | 30    | 17    | 4     | 9   | 61.11%      | 47      | 27      | +20     |         |         |         |         |
| South Melbourne Australia    | 1.ª          | 1997-98      | 29    | 16   | 9    | 4    | 1.º  | -     | -    | -    | -    | -     | -  | -             | -             | -             | -             | -             | - | -     | 29    | 16    | 9     | 4   | 65.51%      | 61      | 43      | +18     |         |         |         |         |
| South Melbourne Australia    | 1.ª          | 1998-99      | 31    | 19   | 7    | 5    | 1.º  | -     | -    | -    | -    | -     | -  | -             | -             | -             | -             | -             | - | -     | 31    | 19    | 7     | 5   | 68.82%      | 55      | 29      | +26     |         |         |         |         |
| South Melbourne Australia    | 1.ª          | 1999-00      | 34    | 14   | 7    | 13   | 10.º | -     | -    | -    | -    | 4     | 4  | 0             | 0             | 1.º           | 3             | 0             | 0 | 3     | 41    | 18    | 7     | 16  | 49.59%      | 76      | 60      | +16     |         |         |         |         |
| South Melbourne Australia    | 1.ª          | 2000-01      | 12    | 7    | 4    | 1    | Inc. | -     | -    | -    | -    | -     | -  | -             | -             | -             | -             | -             | - | -     | 12    | 7     | 4     | 1   | 69.44%      | 24      | 9       | +15     |         |         |         |         |
| South Melbourne Australia    | Total        | Total        | 153   | 81   | 33   | 39   | -    | -     | -    | -    | -    | 4     | 4  | 0             | 0             | -             | 3             | 0             | 0 | 3     | 160   | 85    | 33    | 42  | 60.01%      | 288     | 198     | +90     |         |         |         |         |
| Panachaiki · Grecia          | 3.ª          | 2007-08      | 15    | 6    | 4    | 5    | 5.º  | -     | -    | -    | -    | -     | -  | -             | -             | -             | -             | -             | - | -     | 15    | 6     | 4     | 5   | 48.89%      | 23      | 14      | +9      |         |         |         |         |
| Panachaiki · Grecia          | 3.ª          | 2008-09      | 16    | 9    | 5    | 2    | Inc. | 2     | 1    | 0    | 1    | -     | -  | -             | -             | -             | -             | -             | - | -     | 18    | 10    | 5     | 3   | 64.82%      | 26      | 13      | +13     |         |         |         |         |
| Panachaiki · Grecia          | Total        | Total        | 31    | 15   | 9    | 7    | -    | 2     | 1    | 0    | 1    | -     | -  | -             | -             | -             | -             | -             | - | -     | 33    | 16    | 9     | 8   | 58.58%      | 49      | 27      | +16     |         |         |         |         |
| Brisbane Roar Australia      | 1.ª          | 2009-10      | 17    | 6    | 3    | 8    | 9.º  | -     | -    | -    | -    | -     | -  | -             | -             | -             | -             | -             | - | -     | 17    | 6     | 3     | 8   | 41.17%      | 19      | 24      | -5      |         |         |         |         |
| Brisbane Roar Australia      | 1.ª          | 2010-11      | 33    | 19   | 13   | 1    | 1.º  | -     | -    | -    | -    | -     | -  | -             | -             | -             | -             | -             | - | -     | 33    | 19    | 13    | 1   | 70.71%      | 64      | 30      | +34     |         |         |         |         |
| Brisbane Roar Australia      | 1.ª          | 2011-12      | 30    | 17   | 7    | 6    | 1.º  | -     | -    | -    | -    | 4     | 0  | 2             | 2             | FG            | -             | -             | - | -     | 34    | 17    | 9     | 8   | 58.82%      | 60      | 37      | +23     |         |         |         |         |
| Brisbane Roar Australia      | Total        | Total        | 80    | 42   | 23   | 15   | -    | -     | -    | -    | -    | 4     | 0  | 2             | 2             | -             | -             | -             | - | -     | 84    | 42    | 25    | 17  | 59.92%      | 143     | 91      | +52     |         |         |         |         |
| Melbourne Victory Australia  | 1.ª          | 2012-13      | 29    | 14   | 5    | 10   | 1/2  | -     | -    | -    | -    | -     | -  | -             | -             | -             | -             | -             | - | -     | 29    | 14    | 5     | 10  | 54.03%      | 50      | 47      | +3      |         |         |         |         |
| Melbourne Victory Australia  | 1.ª          | 2013-14      | 3     | 1    | 2    | 0    | Inc. | -     | -    | -    | -    | -     | -  | -             | -             | -             | -             | -             | - | -     | 3     | 1     | 2     | 0   | 55.55%      | 3       | 2       | +1      |         |         |         |         |
| Melbourne Victory Australia  | Total        | Total        | 32    | 15   | 7    | 10   | -    | -     | -    | -    | -    | -     | -  | -             | -             | -             | -             | -             | - | -     | 32    | 15    | 7     | 10  | 54.17%      | 53      | 49      | +4      |         |         |         |         |
| Yokohama Marinos Japón       | 1.ª          | 2018         | 34    | 12   | 5    | 17   | 12.º | 16    | 9    | 4    | 3    | -     | -  | -             | -             | -             | -             | -             | - | -     | 50    | 21    | 9     | 20  | 48%         | 90      | 79      | +11     |         |         |         |         |
| Yokohama Marinos Japón       | 1.ª          | 2019         | 34    | 22   | 4    | 8    | 1.º  | 9     | 4    | 2    | 3    | -     | -  | -             | -             | -             | -             | -             | - | -     | 43    | 26    | 6     | 11  | 65.12%      | 82      | 52      | +30     |         |         |         |         |
| Yokohama Marinos Japón       | 1.ª          | 2020         | 34    | 14   | 5    | 15   | 9.º  | 2     | 0    | 1    | 1    | 7     | 4  | 1             | 2             | 1/8           | 1             | 0             | 1 | 0     | 44    | 18    | 8     | 18  | 43.06%      | 88      | 72      | +16     |         |         |         |         |
| Yokohama Marinos Japón       | 1.ª          | 2021         | 16    | 10   | 4    | 2    | Inc. | 8     | 4    | 4    | 0    | -     | -  | -             | -             | -             | -             | -             | - | -     | 24    | 14    | 8     | 2   | 69.44%      | 52      | 22      | +30     |         |         |         |         |
| Yokohama Marinos Japón       | Total        | Total        | 118   | 58   | 18   | 42   | -    | 35    | 17   | 11   | 7    | 7     | 4  | 1             | 2             | -             | 1             | 0             | 1 | 0     | 161   | 79    | 31    | 51  | 55.49%      | 312     | 225     | +87     |         |         |         |         |
| Celtic Escocia               | 1.ª          | 2021-22      | 38    | 29   | 6    | 3    | 1.º  | 8     | 7    | 0    | 1    | 14    | 6  | 1             | 7             | 1/16          | -             | -             | - | -     | 60    | 42    | 7     | 11  | 73.89%      | 137     | 55      | +82     |         |         |         |         |
| Celtic Escocia               | 1.ª          | 2022-23      | 38    | 32   | 3    | 3    | 1.º  | 9     | 9    | 0    | 0    | 6     | 0  | 2             | 4             | FG            | -             | -             | - | -     | 53    | 41    | 5     | 7   | 80.5%       | 147     | 53      | +94     |         |         |         |         |
| Celtic Escocia               | Total        | Total        | 76    | 61   | 9    | 6    | -    | 17    | 16   | 0    | 1    | 20    | 6  | 3             | 11            | -             | -             | -             | - | -     | 113   | 83    | 12    | 18  | 76.99%      | 284     | 108     | +176    |         |         |         |         |
| Tottenham Hotspur Inglaterra | 1.ª          | 2023-24      | 38    | 20   | 6    | 12   | 5.º  | 3     | 1    | 1    | 1    | -     | -  | -             | -             | -             | -             | -             | - | -     | 41    | 21    | 7     | 13  | 56.91%      | 76      | 63      | +13     |         |         |         |         |
| Tottenham Hotspur Inglaterra | 1.ª          | 2024-25      | 38    | 11   | 5    | 22   | 17.º | 7     | 5    | 0    | 2    | 15    | 10 | 3             | 2             | 1.º           | -             | -             | - | -     | 60    | 26    | 8     | 26  | 47.77%      | 105     | 89      | +16     |         |         |         |         |
| Tottenham Hotspur Inglaterra | Total        | Total        | 76    | 31   | 11   | 34   | -    | 10    | 6    | 1    | 3    | 15    | 10 | 3             | 2             | -             | 0             | 0             | 0 | 0     | 101   | 47    | 15    | 39  | 51.48%      | 181     | 152     | +29     |         |         |         |         |
| Total clubes                 | Total clubes | Total clubes | 566   | 303  | 110  | 153  | -    | 64    | 40   | 12   | 12   | 50    | 24 | 9             | 17            | -             | 4             | 0             | 1 | 3     | 684   | 367   | 132   | 185 | 60.08%      | 1310    | 850     | +460    |         |         |         |         |
| 1. 2. 3. 4.                  |              |              |       |      |      |      |      |       |      |      |      |       |    |               |               |               |               |               |   |       |       |       |       |     |             |         |         |         |         |         |         |         |

### Selección
| Australia           | 2013                | -   | -   | -   | -   | -   | -  | -  | -  | -  | -  | -  | -  | -  | -  | 1  | 1 | 0 | 0  | 1   | 1   | 0   | 0   | 100%   | 1    | 0   | +1   |
| Australia           | 2014                | -   | -   | -   | -   | -   | -  | -  | -  | -  | 3  | 0  | 0  | 3  | FG | 8  | 1 | 2 | 5  | 11  | 1   | 2   | 8   | 15.15% | 11   | 22  | -11  |
| Australia           | 2015                | 6   | 5   | 0   | 1   | 1.º | 6  | 5  | 0  | 1  | -  | -  | -  | -  | -  | 2  | 0 | 2 | 0  | 14  | 10  | 2   | 2   | 76.19% | 33   | 8   | +25  |
| Australia           | 2016                | -   | -   | -   | -   | -   | 7  | 4  | 3  | 0  | -  | -  | -  | -  | -  | 3  | 1 | 0 | 2  | 10  | 5   | 3   | 2   | 60%    | 23   | 11  | +12  |
| Australia           | 2017                | -   | -   | -   | -   | -   | 9  | 5  | 3  | 1  | 3  | 0  | 2  | 1  | FG | 1  | 0 | 0 | 1  | 13  | 5   | 5   | 3   | 51.28% | 18   | 18  | +0   |
| Total selección     | Total selección     | 6   | 5   | 0   | 1   | -   | 22 | 14 | 6  | 2  | 6  | 0  | 2  | 4  | -  | 15 | 3 | 4 | 8  | 49  | 22  | 12  | 15  | 53.06% | 86   | 59  | +27  |
| Total en su carrera | Total en su carrera | 572 | 308 | 110 | 154 | -   | 86 | 54 | 18 | 14 | 56 | 24 | 11 | 21 | -  | 19 | 3 | 5 | 11 | 733 | 389 | 144 | 200 | 59.62% | 1396 | 909 | +487 |

### Resumen por competiciones
| Competición                        | Partidos | Ganados | Empatados | Perdidos | %      | Resultado              |
| Clubes                             | Clubes   | Clubes  | Clubes    | Clubes   | Clubes | Clubes                 |
| ---------------------------------- | -------- | ------- | --------- | -------- | ------ | ---------------------- |
| National Soccer League             | 153      | 81      | 33        | 39       | 60.13% | Campeón                |
| A-League                           | 112      | 57      | 30        | 25       | 59.82% | Campeón                |
| Gamma Ethniki                      | 31       | 15      | 9         | 7        | 58.07% | 5.º lugar              |
| Copa de Grecia                     | 2        | 1       | 0         | 1        | 50%    | Segunda ronda          |
| J1 League                          | 118      | 58      | 18        | 42       | 54.23% | Campeón                |
| Copa del Emperador                 | 7        | 4       | 1         | 2        | 61.9%  | Octavos de final       |
| Copa J. League                     | 28       | 13      | 10        | 5        | 58.33% | Subcampeón             |
| Supercopa de Japón                 | 1        | 0       | 1         | 0        | 33.33% | Subcampeón             |
| Scottish Premiership               | 76       | 61      | 9         | 6        | 84.21% | Campeón                |
| Copa de Escocia                    | 9        | 8       | 0         | 1        | 88.89% | Campeón                |
| Copa de la Liga de Escocia         | 8        | 8       | 0         | 0        | 100%   | Campeón                |
| Premier League                     | 76       | 31      | 11        | 34       | 45.61% | 5.º lugar              |
| FA Cup                             | 4        | 2       | 0         | 2        | 50%    | Cuarta ronda           |
| EFL Cup                            | 6        | 4       | 1         | 1        | 72.23% | Semifinales            |
| Liga de Campeones de la OFC        | 4        | 4       | 0         | 0        | 100%   | Campeón                |
| Liga de Campeones de la AFC        | 12       | 4       | 3         | 5        | 41.66% | Octavos de final       |
| Liga de Campeones de la UEFA       | 7        | 0       | 3         | 4        | 14.29% | Fase de grupos         |
| Liga Europea de la UEFA            | 25       | 16      | 3         | 6        | 68%    | Campeón                |
| Liga Europa Conferencia de la UEFA | 2        | 0       | 0         | 2        | 0%     | Dieciseisavos de final |
| Mundial de Clubes de la FIFA       | 3        | 0       | 0         | 3        | 0%     | Fase de grupos         |
| Total clubes                       | 684      | 367     | 132       | 185      | 60.08% | 12 Títulos             |
| Selección                          |          |         |           |          |        |                        |
| Clasificatorias Mundial            | 22       | 14      | 6         | 2        | 72.73% | Clasificado            |
| Mundial                            | 3        | 0       | 0         | 3        | 0%     | Fase de grupos         |
| Copa Confederaciones               | 3        | 0       | 2         | 1        | 22.22% | Fase de grupos         |
| Copa Asiática                      | 6        | 5       | 0         | 1        | 83.33% | Campeón                |
| Amistosos                          | 15       | 3       | 4         | 8        | 28.89% | +3 PG                  |
| Total selección                    | 49       | 22      | 12        | 15       | 53.06% | 1 Título               |
| Total en su carrera                | 733      | 389     | 144       | 200      | 59.62% | 13 Títulos             |

## Palmarés

### Como jugador
| Título                 | Club            | País      | Año     |
| ---------------------- | --------------- | --------- | ------- |
| National Soccer League | South Melbourne | Australia | 1984    |
| National Soccer League | South Melbourne | Australia | 1990-91 |

### Como entrenador

#### Títulos nacionales
| Título                     | Club             | País      | Año     |
| -------------------------- | ---------------- | --------- | ------- |
| National Soccer League     | South Melbourne  | Australia | 1997-98 |
| National Soccer League     | South Melbourne  | Australia | 1998-99 |
| A-League                   | Brisbane Roar    | Australia | 2010-11 |
| A-League                   | Brisbane Roar    | Australia | 2011-12 |
| J1 League                  | Yokohama Marinos | Japón     | 2019    |
| Scottish Premiership       | Celtic           | Escocia   | 2021-22 |
| Copa de la Liga de Escocia | Celtic           | Escocia   | 2021-22 |
| Copa de la Liga de Escocia | Celtic           | Escocia   | 2022-23 |
| Scottish Premiership       | Celtic           | Escocia   | 2022-23 |
| Copa de Escocia            | Celtic           | Escocia   | 2022-23 |

#### Títulos internacionales
| Título                      | Club/Selección         | Sede      | Año  |
| --------------------------- | ---------------------- | --------- | ---- |
| Liga de Campeones de la OFC | South Melbourne        | Nadi      | 1999 |
| Copa Asiática               | Selección de Australia | Australia | 2015 |
| Liga Europa de la UEFA      | Tottenham Hotspur      | Bilbao    | 2025 |